# Euripersia artemisiae
Euripersia artemisiae (лат.) — вид полужесткокрылых насекомых-кокцид рода Euripersia из семейства мучнистые червецы (Pseudococcidae).

## Распространение
Африка: Египет. Азия: Иордания.

## Описание
Питаются соками корней таких растений, как Haloxylon, Artemisia (Amaranthaceae).
Вид был впервые описан в 1926 году энтомологом У. Дж. Холлом (Hall, W. J.) как Ripersia artemisiae.
Таксон Euripersia artemisiae включён в состав рода Euripersia Borchsenius, 1948. Видовое название происходит от родового имени растения-хозяина (Artemisia), на котором происходит развитие червецов.